# 839
El 839 (DCCCXXXIX) fou un any comú començat en dimecres del calendari julià.

## Esdeveniments
- El príncep Sicard de Benevent saqueja Salern.[1]

## Naixements
- Muhàmmad ibn Jarir at-Tabarí, historiador i exegeta de l'Alcorà (m. el 923).[2]